# Нефтяные проекты Венесуэлы
Нефтяные проекты Венесуэлы — национальные программы Венесуэлы, рассчитанные на прирост доказанных запасов нефти страны в 235 млрд баррелей. 
Доказанные запасы нефти Венесуэлы составляют 130 млрд баррелей[прояснить] по заявлениям президента Уго Чавес во время посещения вместе с премьер-министром Португалии Жозе Сократишем нефтеносного пояса реки Ориноко.
Во всех национальных проектах правительство Венесуэлы в лице национальной компании Petroleos de Venezuela (PDVSA) будут иметь 51 % или выше акции. Всего проектов четыре. В нефтяном поясе Ориноко есть ещё 3 газовых проекта.

## Orinoco Magna Reserva
В проект Orinoco Magna Reserva входят 27 блоков, находящихся на центральной части Венесуэлы, на площади в 55 тыс. кв. км расположено крупнейшее в мире месторождение тяжелой и сверхтяжелой нефти:
- Бояка-1 Белоруснефть [1]
  - Гуара Эсте [2]
  - Лагомедио [2]
- Бояка-2
- Бояка-3
- Бояка-4
- Бояка-5 Petronas
- Бояка-6: Galp Energia
- Бояка-Норте: Gupet
- Аякучо-1: ConocoPhillips, ChevronTexaco
- Аякучо-2: ТНК-BP[3]
- Аякучо-3 Газпром[4]
- Аякучо-4
- Аякучо-5 Petroecuador Empresa Nacional de Petroleo[5]
- Аякучо-6: Enarsa, Ancap [6]
- Аякучо-7: Petropars
- Баре (Petropiar) (Ameriven Hamaca) ChevronTexaco
- Хунин-1: Белоруснефть [7]
- Хунин-2: PetroVietnam [8]
- Хунин-3: Лукойл
- Хунин-4: CNPC[9]
- Хунин-5: ENI
- Хунин-6: разрабатывает СП "Петромиринда" с долевым участием — Венесуэльская нефтяная корпорация (ВНК, дочерняя компания PDVSA) — 60 % и Национальный нефтяной консорциум[10] (Лукойл, Газпромнефть, Роснефть, ТНК-BP, также Сургутнефтегаз) — 40 %.[11].
- Хунин-7: Repsol
- Хунин-8: Sinopec [9]
- Хунин-9
- Хунин-10:(Petrocedeno) (Sincor) Total StatoilHydro
- Хунин-Северный: ONGC Videsh Limited [12]
- Хунин-Южный (Petroanzoategui) (Petrozuata) PDVSA

Карабобо — 21,8 млрд тонн нефти:
- Карабобо-1: Petrobras[13]
- Карабобо-2 (Antez Sinovensa) Роснефть
- Карабобо-3
- Карабобо-4
- Карабобо-Западный (Petromonagas[англ.]): BP
- Карабобо-Восточный (Antez Bitor[англ.]): PDVSA

Ресурсы проекта[какого?] составляют от 45 до 70 млрд тонн нефти.

## «Рафаэль Урданета»
Проект «Рафаэль Урданета» находится на Венесуэльском заливе и в северо-восточной части штате Фалькон Венесуэлы. Проект делится на 4 фазы, в которые входят 29 блоков: 
- Венесуэльский залив (18 блоков)
  - Урумако-1: Газпром 
  - Урумако-2: Газпром 
  - Урумако-3
  - Кардон-1
  - Кардон-2: Petropars
  - Кардон-3: ChevronTexaco
  - Кардон-4: Repsol YPF, Eni SpA[14]
  - Моруй-1
  - Моруй-2 Petrobras, Teikoku Oil. Co.[англ.][15]
  - Моруй-3
  - Кастильете-Норесте-1
  - Кастильете-Норесте-2 Vinccler Oil & Gas[англ.][15]

- Штат Фальконе (11 блоков)
  - Ла-Вела-Сур

## «Марискаль Сукре»
- Северный Пария Petropars, Shell [16]
  - Рио-Карибе
  - Мехильонес
  - Патао
  - Драгон
- Пунта-Пескадор[17]
- Корокоро

## «Дельта Карибе»
- Платформа Дельтана
  - Блок-1
  - Блок-2 — Лоран ChevronTexaco - 60;
  - Блок-3 — Лау-Лау ChevronTexaco - 100%;
  - Блок-4 — Кокуйна[18], StatoilHydro, Total
  - Блок-5 — Эль Дорадо
- 3 блока Ла-Бланкилья
- Карупано
- Залив Тристе
- Бухта Барселоны

## Крупные блоки
| номер | месторождение/блок            | запасы нефти (млрд т)                                                          | оператор разработки                              | нефтегазоносный бассейн |
| 1     | Карабобо-1                    | 8 Архивная копия от 15 мая 2009 на Wayback Machine (недоступная ссылка)        | PDVSA, Petrobras                                 | Ориноко                 |
| 2     | Хунин-2                       | 7,9 (недоступная ссылка)                                                       | PDVSA, PetroVietnam                              | Ориноко                 |
| 3     | Хунин-8                       | 6,5                                                                            | PDVSA, Sinopec                                   | Ориноко                 |
| 4     | Хунин-6                       | 6,4 Архивная копия от 18 августа 2009 на Wayback Machine                       | PDVSA, Национальный нефтяной консорциум (Россия) | Ориноко                 |
| 5     | Хунин-4                       | 5,7 (недоступная ссылка) Архивная копия от 10 сентября 2016 на Wayback Machine | PDVSA, CNPC                                      | Ориноко                 |
| 6     | Аякучо-7                      | 5,2 (недоступная ссылка)                                                       | PDVSA, Petropars                                 | Ориноко                 |
| 7     | Карабобо-2                    | 5,1 (недоступная ссылка)                                                       | PDVSA                                            | Ориноко                 |
| 8     | Аякучо-3 (недоступная ссылка) | 5                                                                              | PDVSA, Газпром                                   | Ориноко                 |
| 9     | Карабобо-3                    | 4,6 (недоступная ссылка)                                                       | PDVSA                                            | Ориноко                 |
| 10    | Карабобо-4                    | 4,1 (недоступная ссылка)                                                       | PDVSA                                            | Ориноко                 |
| 11    | Аякучо-6                      | 3,5 (недоступная ссылка)                                                       | PDVSA, Enarsa, Ancap                             | Ориноко                 |
| 12    | Хунин-3                       | 2,5                                                                            | PDVSA, Лукойл                                    | Ориноко                 |
| 13    | Хунин-1                       | 1,0                                                                            | PDVSA, Беларуснефть                              | Ориноко                 |
| 14    | Хунин-5                       | 0,4                                                                            | PDVSA, ENI                                       | Ориноко                 |
| 15    | Ameriven Hamaca               | 0,34                                                                           | PDVSA, ConocoPhillips, ChevronTexaco             | Ориноко                 |